# آنتونین ناچی
آنتونین ناچی (آلبانیایی: Antonin Naçi؛ زادهٔ ۱۲ اکتبر ۱۹۵۳) بازیکن فوتبال اهل آلبانی بود.
وی همچنین در تیم ملی فوتبال آلبانی بازی کرده‌است.